# Kalokol Airport
Kalokol Airport är en flygplats i Kenya.   Den ligger i länet Turkana, i den nordvästra delen av landet, 500 km norr om huvudstaden Nairobi. Kalokol Airport ligger 397 meter över havet.
Terrängen runt Kalokol Airport är platt. Runt Kalokol Airport är det ganska glesbefolkat, med 31 invånare per kvadratkilometer. Omgivningarna runt Kalokol Airport är i huvudsak ett öppet busklandskap.